# Hugo Keyßner
Albert Bernhard Hugo Keyßner (auch: Keyssner, geb. 17. Oktober 1827 oder 17. November 1827 in Berlin; gest. 4. September 1905 ebenda) war ein deutscher Jurist. Er hat sich als einer der ersten Juristen mit dem Recht am eigenen Bild auseinandergesetzt.

## Lebensweg
Sein Vater war der Papierfabrikant Heinrich Traugott Keyßner. Seine Jugend verbrachte Hugo Keyßner in Mittenwalde in Brandenburg. 1836 zog die Familie nach Berlin, wo der Vater im folgenden Jahr starb. Hugo Keyßner besuchte zunächst das köllnische Gymnasium in Berlin, ab der siebten Klasse (Quarta) dann das Friedrichswerdersche Gymnasium, das er im Herbst 1846 mit dem Abitur abschloss. Von 1847 bis 1850 studierte Keyßner Rechtswissenschaft, davon fünf Semester in Berlin und eines in Bonn. An der Berliner Humboldt-Universität (damals noch: Friedrich-Wilhelms-Universität) hörte Keyßner unter anderem Vorlesungen bei dem Staats- und Verwaltungsrechtler Rudolf von Gneist (1816–1895).
Noch während seines Jura-Studiums leistete Keyßner seinen Militärdienst ab, und zwar von Oktober 1847 bis Oktober 1848 beim Garde-Schützen-Bataillon. Dieses Bataillon wurde im Schleswig-Holsteinischen Krieg (1848–1851) eingesetzt, es kämpfte unter anderem am 23. April 1848 in der Schlacht von Schleswig. An diesem Feldzug unter Feldmarschall Friedrich von Wrangel (1784–1877) nahm Keyßner als Soldat teil.
Während der Deutschen Revolution von 1848, in der Nacht vom 18. zum 19. März 1848, hatte Hugo Keyßner die Unteroffizierswache an der Berliner Kommandantur.
Am 24. Oktober 1849 trat Keyßner als Auskultator in den preußischen Staatsdienst ein. Nach Abschluss seines Referendariates wurde Keyßner von 1854 bis 1858 als Gerichtsassessor in Altlandsberg, Marienwerder, Berlin und Stettin eingesetzt. Am 5. Mai 1858 wurde Keyßner zum Kreisrichter in Stettin ernannt. Etwa drei Jahre später, im August 1861, wurde Keyßner als Stadtrichter an das Stadtgericht Berlin versetzt. Bald nach Inkrafttreten des Allgemeinen Deutschen Handelsgesetzbuchs (ADHGB) am 31. Mai 1861 wurde Keyßner beim Berliner Stadtgerichte mit der Einrichtung und Führung des Handelsregisters beauftragt. Von diesem Zeitpunkt an wandte Keyßner sich vor allem dem Handelsrecht zu. 1873 wurde Keyßner zum Kammergerichtsrat ernannt. Er wurde meist in dem für Handelsrecht zuständigen Senat des Berliner Kammergerichts eingesetzt. 1882 wurde Keyßner Mitglied der Justizprüfungskommission.
Von 1866 bis 1889 war Keyßner Dozent für Grundbuch-, Agrar-, Gesinde-, Versicherungs- und Wechselrecht an der landwirtschaftlichen Hochschule in Berlin. Von 1882 bis zum Oktober 1903 hielt Kyßner im Auftrage der Ältesten der Berliner Kaufmannschaft juristische Vorlesungen für junge Kaufleute, vor allem über Obligationen- und Handelsrecht.
Im Jahr 1866 heiratete Hugo Keyßner eine Tochter des Berliner Stadtgerichtsrates Pütsch. Sie starb 1890. Das Ehepaar hatte mehrere Kinder, darunter den Sohn Lothar Keyssner, der wie sein Vater Jurist wurde.
31 Jahre lang war Keyßner Mitglied der Gemeindeorgane der St. Jakobi-Kirche.
Zu seinem fünfzigjährigen Dienstjubiläum ernannte die Berliner Juristenfakultät Keyßner zum Ehrendoktor (Doctor juris honoris causa). Er trug den Ehrentitel „königlich preußischer Geheimer Justizrat“.
Gelegentlich schrieb er kurz Beiträge zur von Daniel Sanders (1819–1897) herausgegebenen Zeitschrift für deutsche Sprache. Über aktuelle Rechtsfragen schrieb Keyßner auch in verschiedenen Tageszeitungen, am häufigsten in der Berliner Börsen-Zeitung, für die er seit 1862 regelmäßig handelsrechtliche Artikel geschrieben und über wichtige Gerichtsentscheidungen und juristische Bücher berichtet hat, aber auch in der Vossischen Zeitung. Artikel von Keyßner erschienen auch in der Berliner Gerichts-Zeitung.
Er veröffentlichte juristische Fachaufsätze, vor allem zum Aktien- und Handelsrecht. Einflussreich wurde Hugo Keyßners Beitrag von 1896 über das Recht am eigenen Bilde. Zu diesem Zeitpunkt hatte die 1839 erfundene Fotografie einen technischen Stand erreicht, der Momentaufnahmen (Schnappschüsse) im öffentlichen Raum ermöglichte.

„Die bedeutendste Arbeit Keyßners ist sein „Recht am eigenen Bilde“ (1896), aus zwei Vorträgen erwachsen, die er in der Freien Photographischen Vereinigung und in der Berliner Juristischen Gesellschaft gehalten hat. Das Verdienst dieser Schrift liegt darin, daß sie zum ersten Male — einige Vorläufer stehen außer Zusammenhang mit ihr — eine durch die Entwickelung der Photographie in der Luft liegende, seither nicht wieder zur Ruhe gekommene Frage scharfsinnig und gedankenvoll in knapper, anmutiger Sprache behandelt hat: er gelangt zu dem Satze, den er nicht aus einem Gesetze, sondern aus der Auffassung des Lebens ableitet: jeder ist seines Bildes Herr; er führt diesen Satz, dessen Konstruktion ihm Gierkes Lehre von den Persönlichkeitsrechten an die Hand gibt, bis in die äußersten Folgerungen mutig durch und lehnt entschieden jede Verwässerung des Satzes mit der ihm eigenen Abneigung gegen Mittelmeinungen und elastische Formulierungen ab. Er steht damit, zugleich als ihr radikalster Vertreter, an der Spitze der Bewegung, die ein „Recht am eigenen Bilde“ — auch der Ausdruck stammt von Keyßner — entweder schon als bestehendes Recht animmt oder in größerem oder geringerem Umfange von dem Reichsgesetzgeber anstrebt. Daß Keyßner, der in dieser Frage das erste Wort gesprochen, nicht auch das letzte gesprochen hat, dessen war er sich wohl bewußt;…“

Keyßner war zeitweilig Herausgeber der von Levin Goldschmidt (1829–1897) begründeten Zeitschrift für das gesammte Handelsrecht.
Keyßner wurde auf eigenen Antrag im Jahr 1903 in den Ruhestand versetzt.
Am 4. September 1905 starb Hugo Keyßner, fast 78-jährig, nach kurzem Leiden in Berlin.